# Édouard Detaille
Jean-Baptiste Édouard Detaille (ʒɑ̃batist‿edwaʁ dətaj; Parigi, 5 ottobre 1848 – Parigi, 23 dicembre 1912) è stato un pittore francese accademico e artista militare, noto per la sua precisione e i dettagli realistici. Era considerato "l'artista semi-ufficiale dell'esercito francese".

## Biografia

### Formazione e carriera iniziale
Detaille è cresciuto in una famiglia militare benestante in Piccardia; suo nonno era stato un fornitore di armi per Napoleone. Il padre di Detaille era un artista dilettante amico di numerosi collezionisti e pittori, tra cui Horace Vernet e incoraggiò le attività artistiche di suo figlio. Iniziò i suoi studi artistici all'età di diciassette anni sotto il famoso pittore militare Jean-Louis-Ernest Meissonier; inizialmente gli si era avvicinato per chiedere una presentazione al famoso Alexandre Cabanel, ma Meissonier decise di insegnare personalmente a Detaille. Meissonier ebbe una grande influenza sul suo stile e fu lui a inculcare in Detaille l'apprezzamento per l'accuratezza e la precisione.
Detaille fece il suo debutto come artista al Salon - la mostra d'arte ufficiale dell'Académie des Beaux-Arts - del 1867 con un dipinto dello studio di Meissonier. Al Salon del 1868 espose il suo primo dipinto militare, The Drummers Halt, basato esclusivamente sulla sua immaginazione della Rivoluzione francese. Con Riposo Durante l'esercitazione, Camp St Maur, che debuttò l'anno successivo, Detaille si affermò come pittore. Nella primavera del 1870, fece un "viaggio di schizzi" in Algeria con altri tre giovani pittori, Étienne-Prosper Berne-Bellecour, Alexander Louis Leloir e Jean-Georges Vibert.

### Guerra franco-prussiana
Detaille si arruolò nell'ottavo Battaglione Mobile dell'Armée de terre quando scoppiò la guerra franco-prussiana nel 1870; a novembre stava vedendo e vivendo le realtà della guerra. Questa esperienza gli permise di produrre i suoi famosi dipintii di soldati e le rappresentazioni storicamente accurate di manoeuvres militari, uniformi e vita militare in generale. Alla fine divenne il pittore ufficiale delle battaglie. Pubblicò un libro intitolato L'Armée Française nel 1885, che contiene oltre 300 disegni al tratto e 20 riproduzioni a colori delle sue opere.
Detaille fu uno dei primi artisti ad acquistare fotografie da Eugène Atget.

### Ultimi anni
Nel 1912 Detaille creò nuove divise per l'esercito francese. Non furono mai adottate dal ministero della guerra, ma i soprabiti grigio-blu avrebbero influenzato le uniformi francesi della prima guerra mondiale, e l'elmetto Adriano fu fortemente influenzato dai suoi disegni.
Durante la sua vita, aveva accumulato un'impressionante collezione di uniformi e manufatti militari che lasciò in eredità al Musée de l'Armée a Parigi dopo la sua morte.

## Riferimenti letterari
Detaille appare come ospite a una festa a casa della Princesse de Guermante nella Seconda parte: capitolo uno del romanzo di Marcel Proust, Alla ricerca del tempo perduto (Noms de pays: Le pays), in cui Detaille viene definito "il creatore del sogno", il suo dipinto del 1888 anche noto come Le Rêve che mostra soldati addormentati su un campo di battaglia che sognano la gloria militare. Il dipinto, che si trova al Museo d'Orsay di Parigi, appare anche in Paintings in Proust di Eric Karpeles, pubblicato da Thames & Hudson.

## Famiglia
Sua nipote sposò Charles Otzenberger, che in seguito si chiamò Otzenberger-Detaille.

## Galleria d'immagini

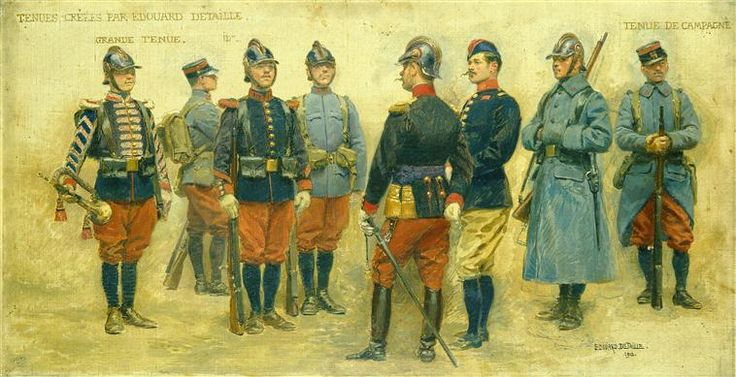
Divise di prova create nel 1912 da Édouard Detaille per la fanteria di linea francese.
Da sinistra a destra: trombettiere in uniforme da parata, soldato in divisa da servizio e kepi, soldato di 1ª classe in divisa da parata, soldato in divisa da servizio e elmetto di cuoio, ufficiale in divisa da parata, ufficiale in divisa di servizio e berretto della polizia (cappello laterale), soldato in divisa da campo e casco in pelle, soldato in divisa da campo e kepi.

Quadri di Edouard Detaille
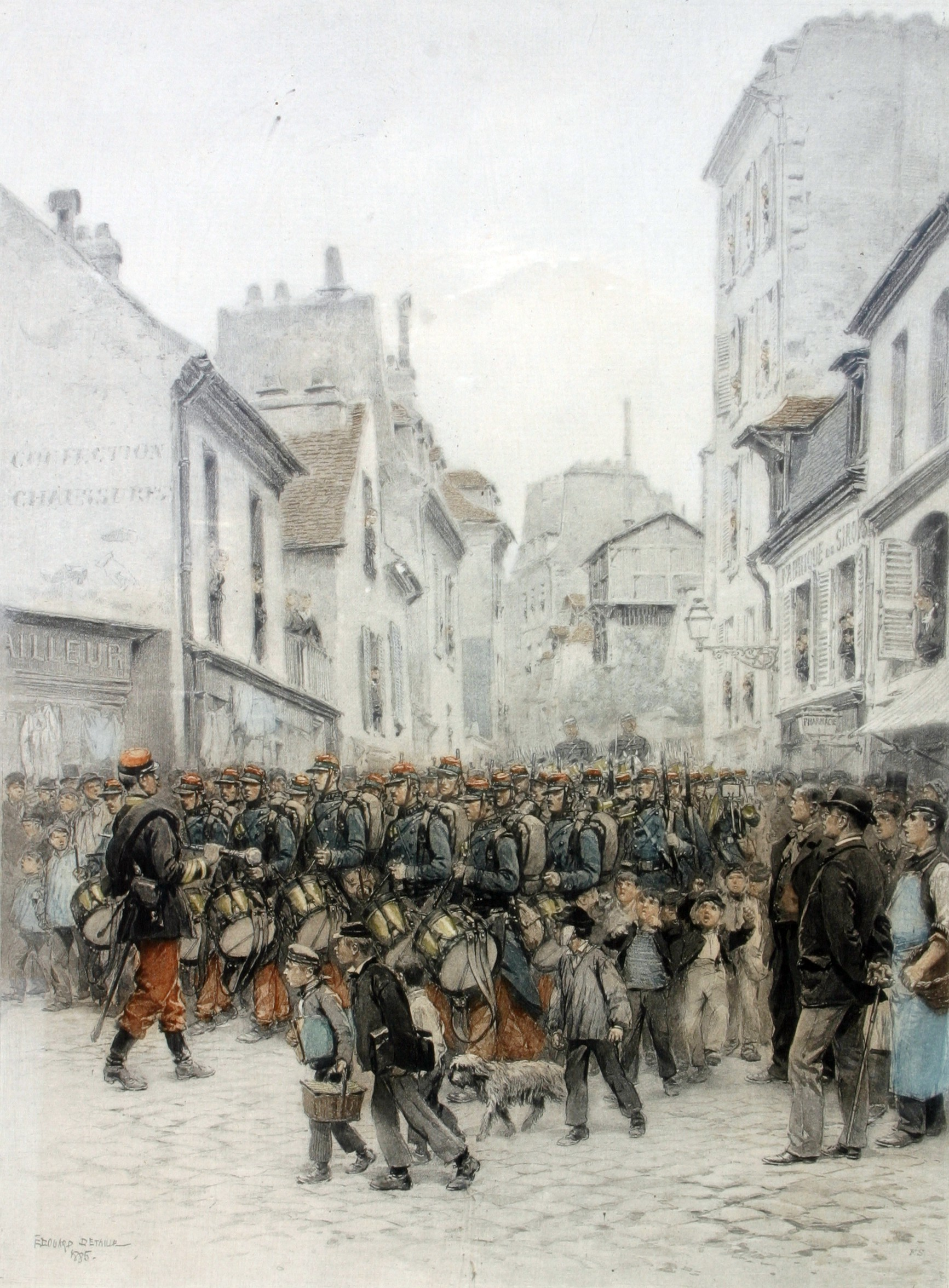
Stampa di Detaille, 1885
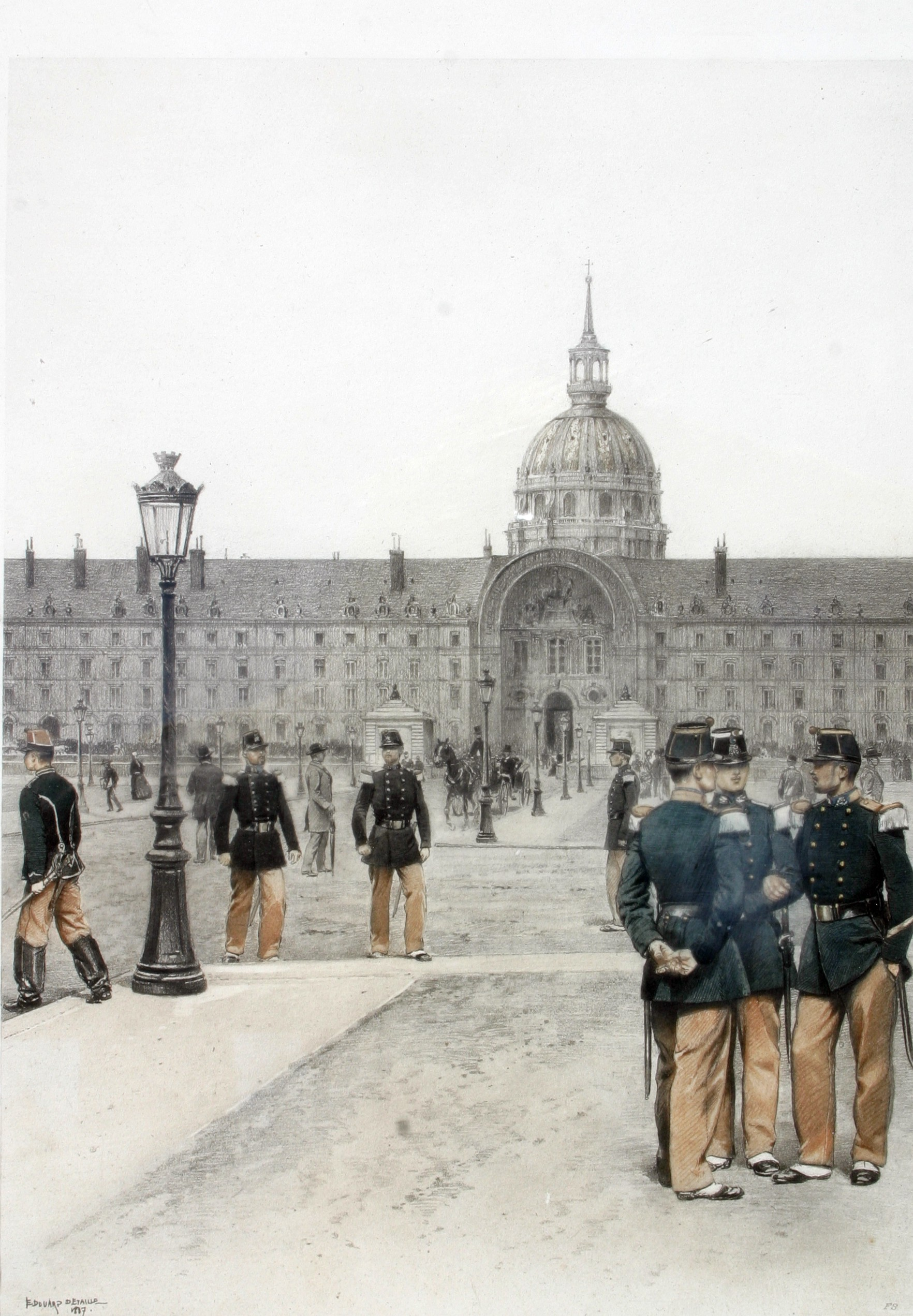
Cavaliers de remonte Commis - Cavriers Secretaire et Infirmiers, 1887
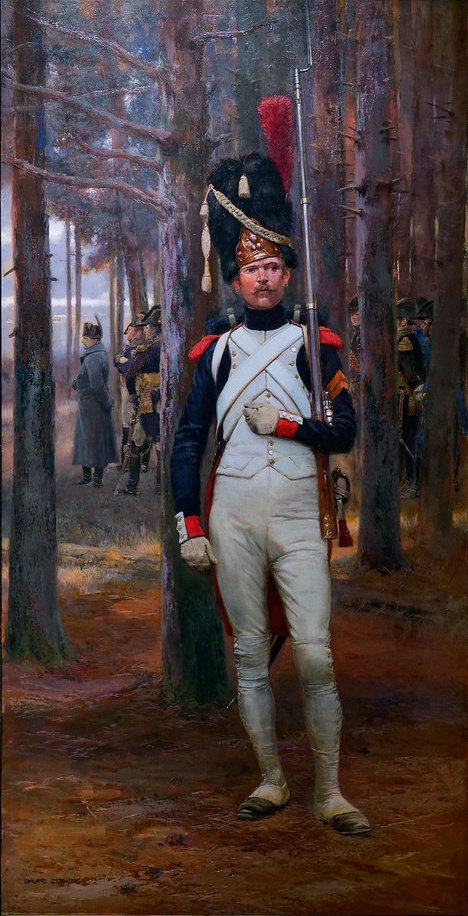
Granatiere della Vieille Garde
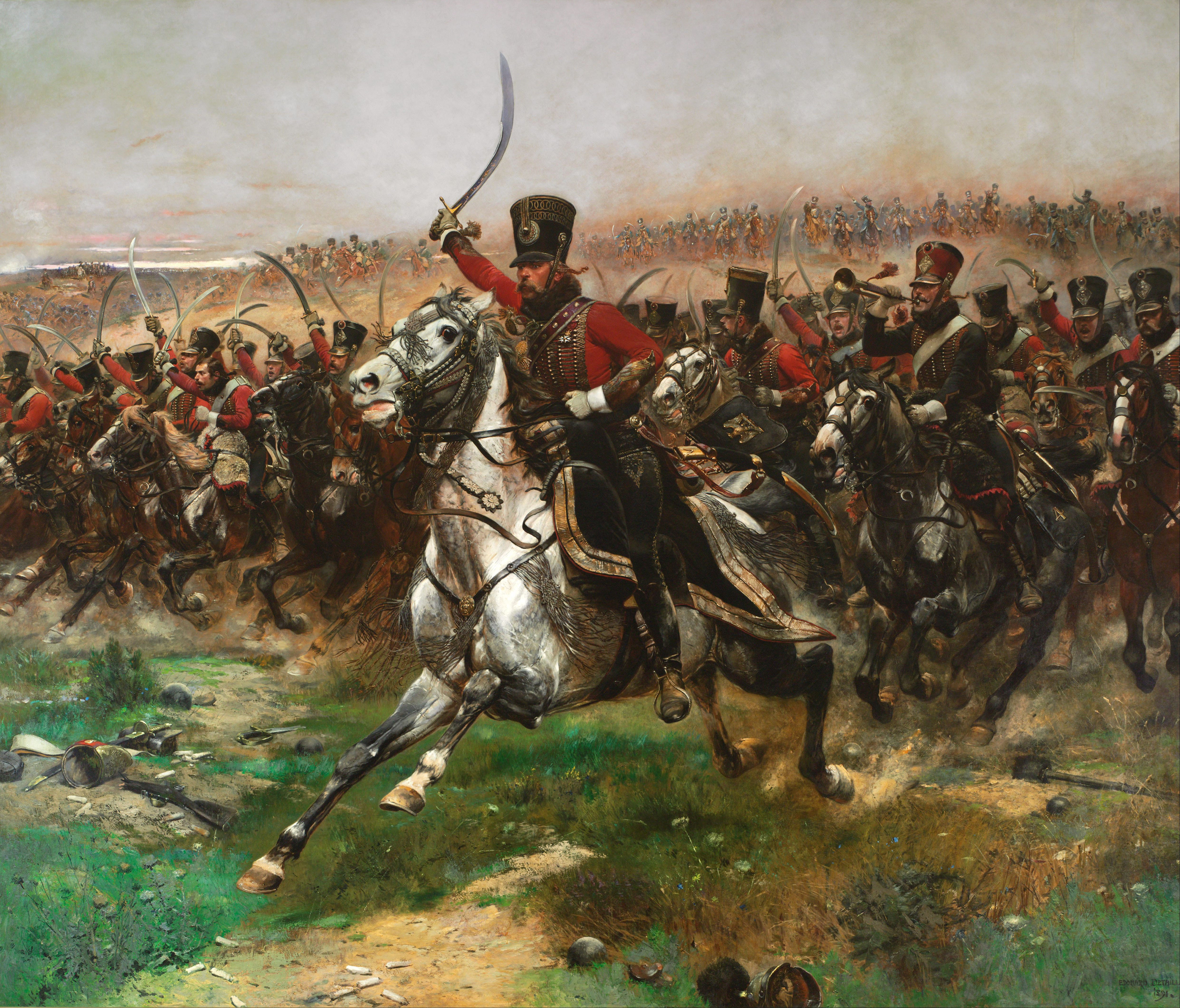
Vive L’Empereur!, 1891
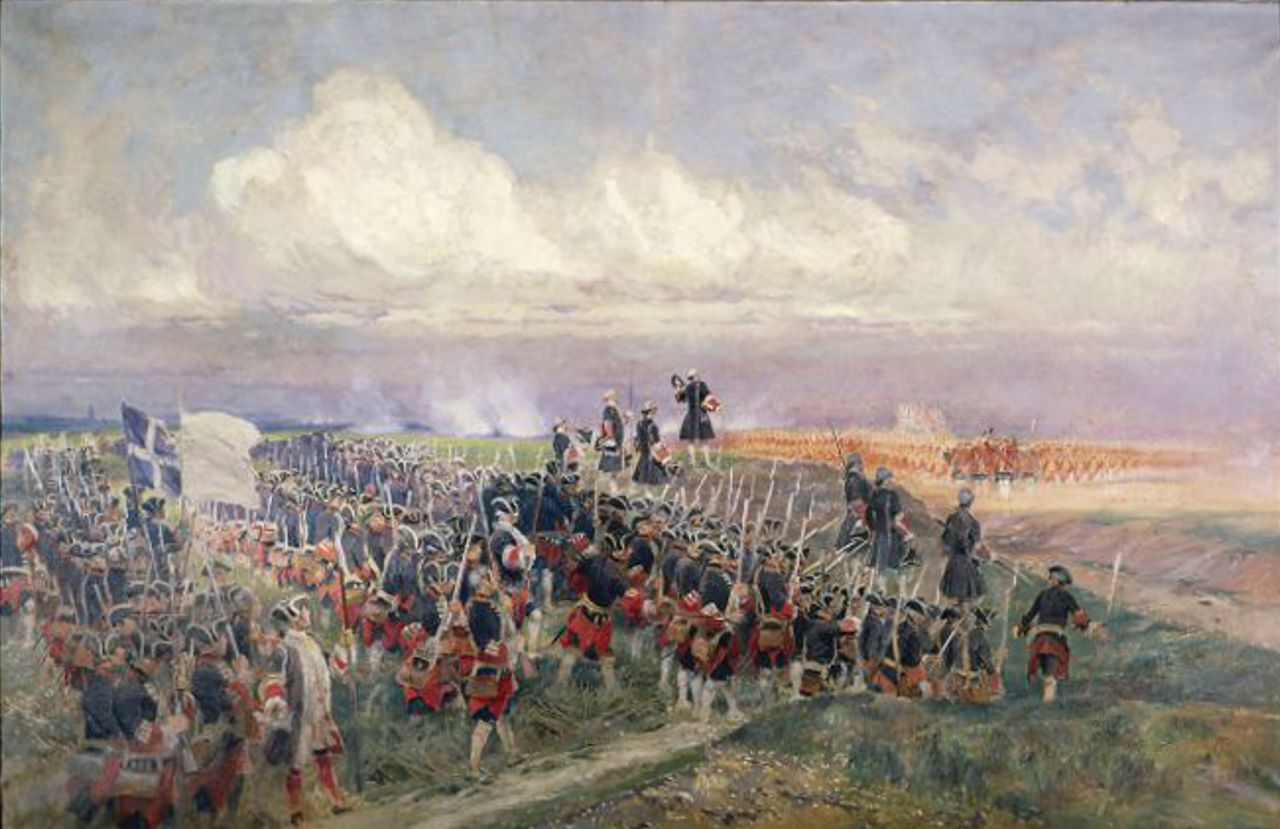
La Battaglia di Fontenoy
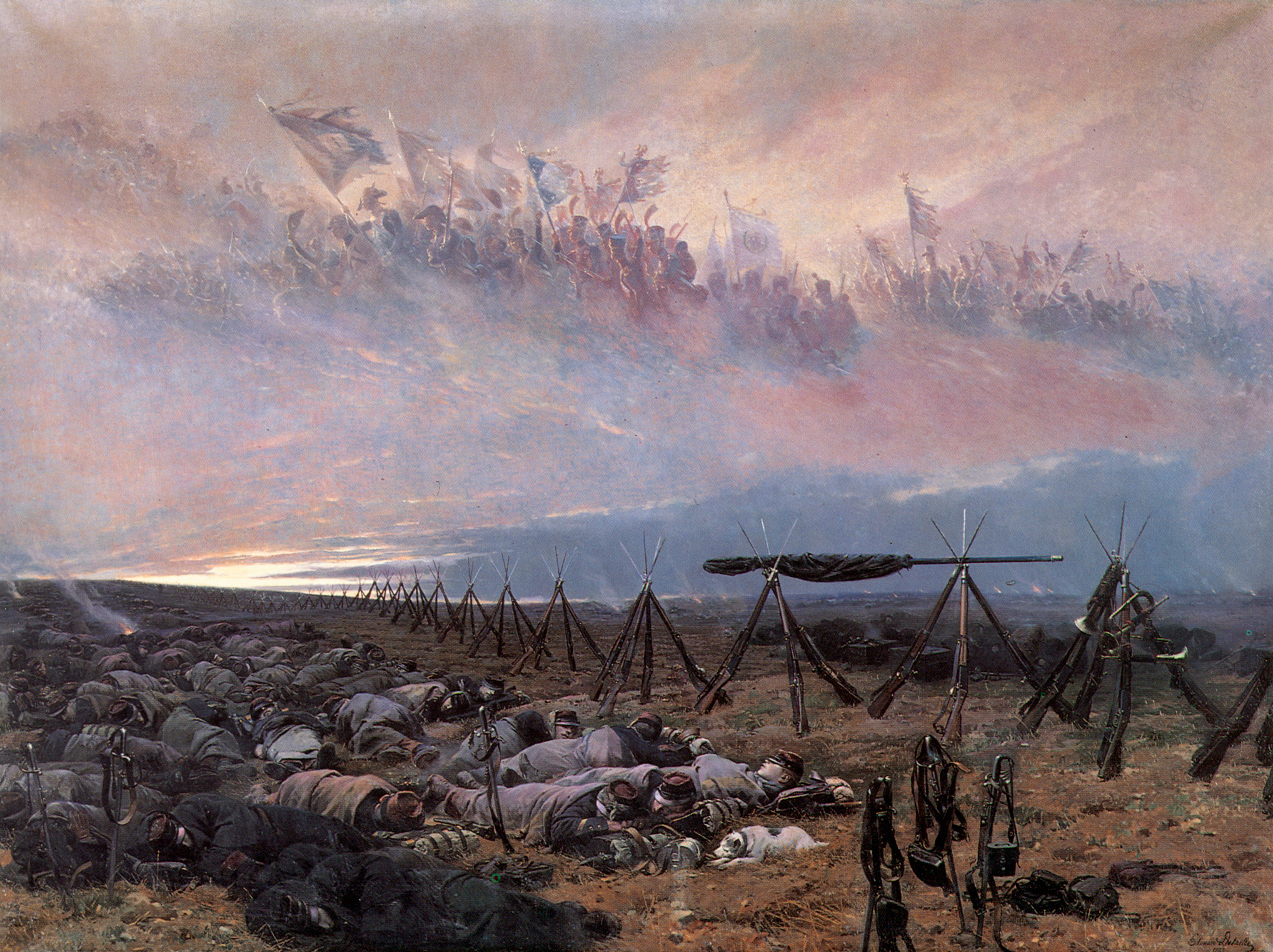
Le Rêve, 1888
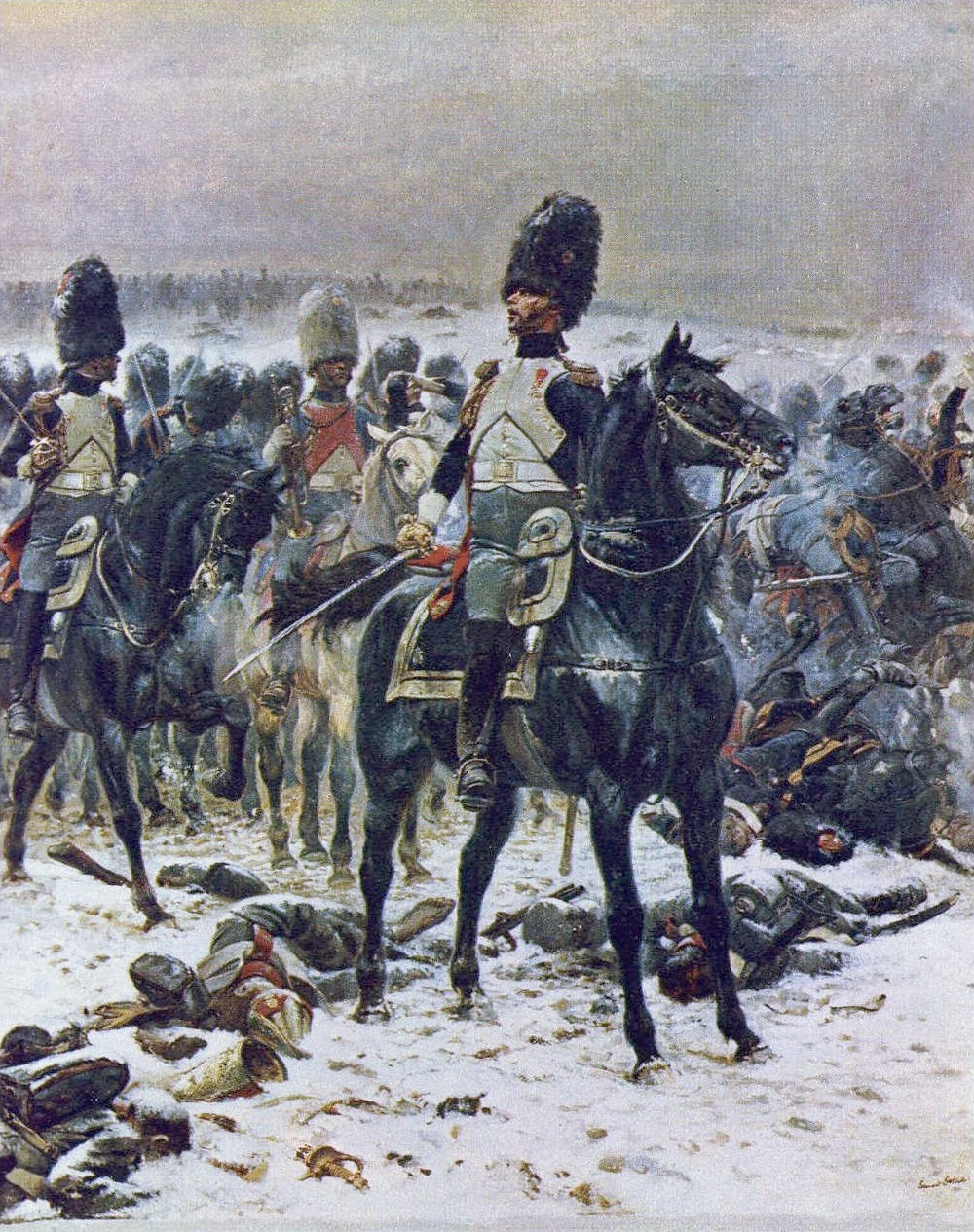
Les grenadiers à cheval à la bataille d'Eylau: Haut les têtes (le colonel Lepic), 1893
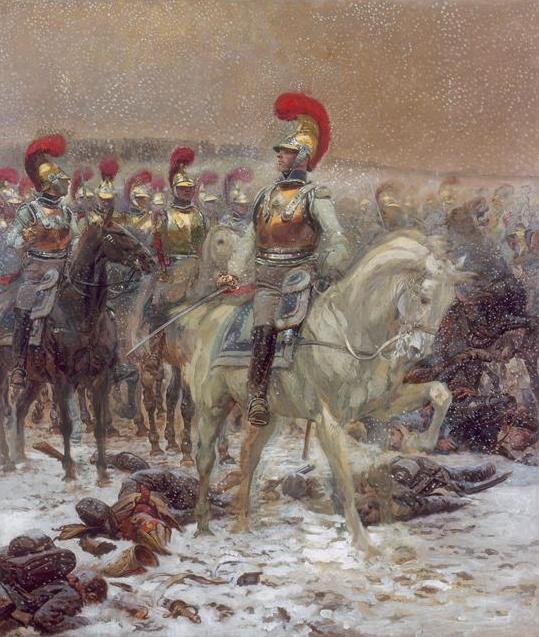
Carabiniers à Cheval en Russie, 1893
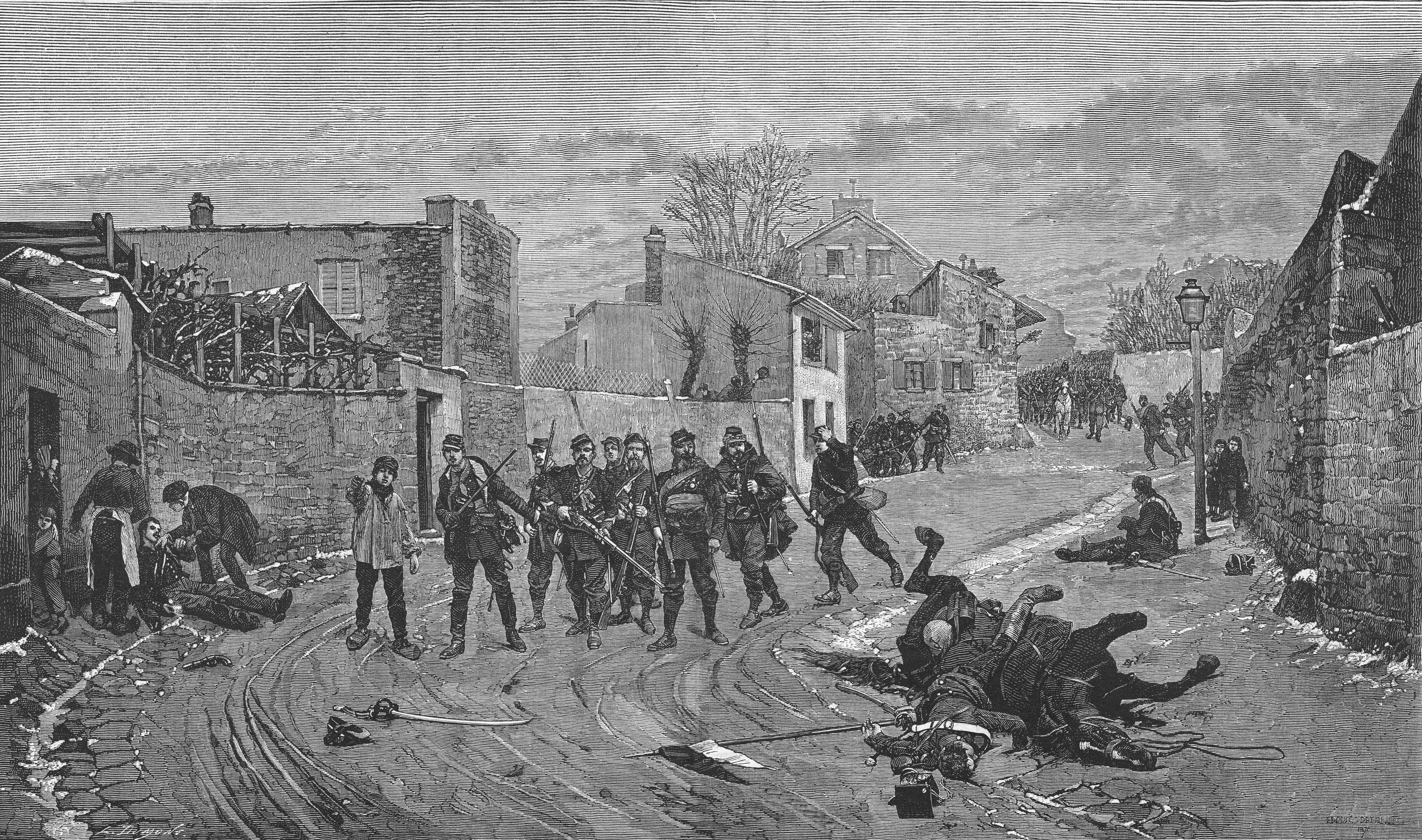
En Reconnaissance, 1876
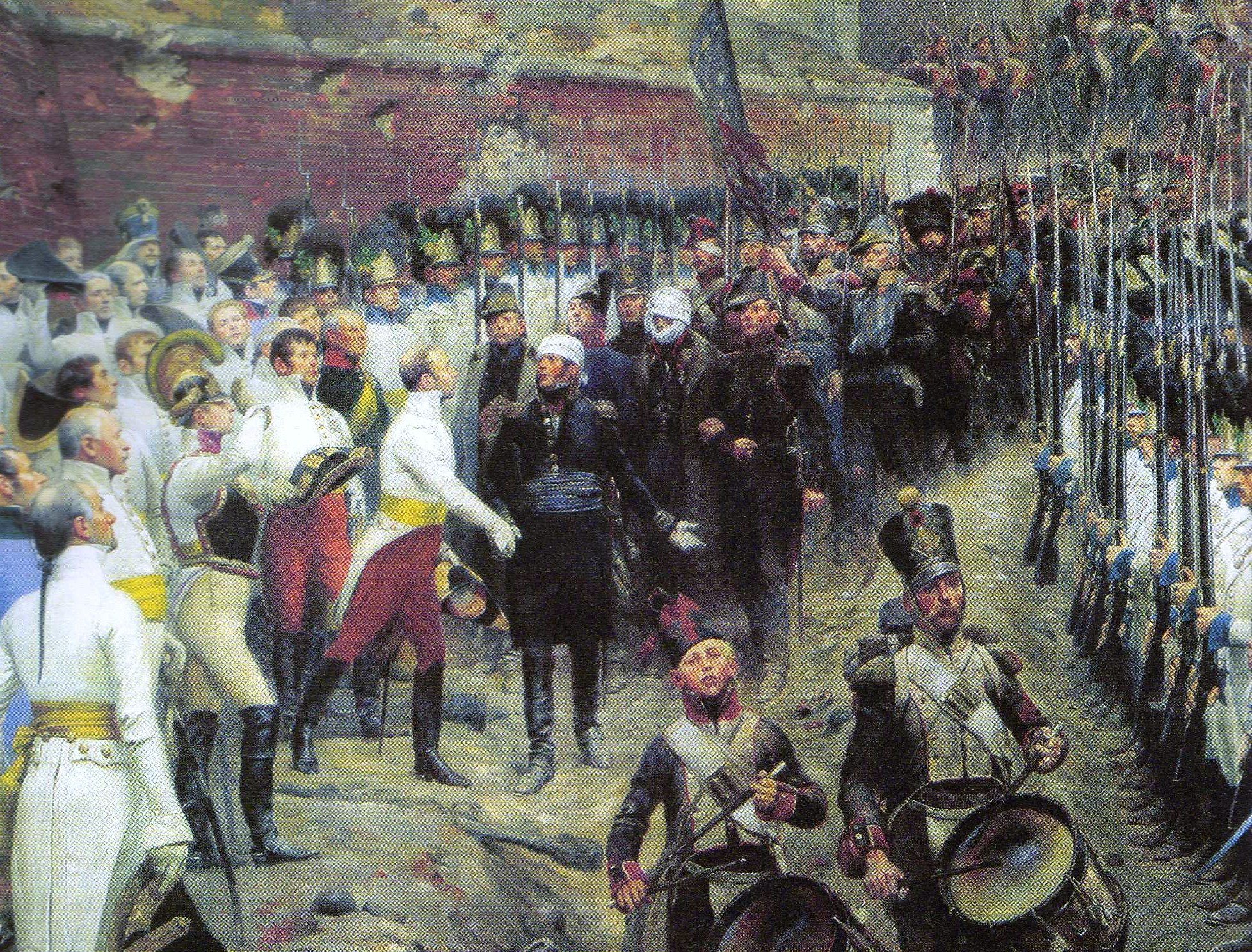
Sortie de la garrison de Huningue, 1815